# Isaac Camargo
Isaac Camargo (Barranquilla, Colombia; 14 de diciembre de 1999) es un futbolista colombiano. Juega como delantero y su equipo actual es Los Chankas CYC de la Liga 1 del Perú.

## Trayectoria

### Inicios
Isaac Camargo tuvo sus comienzos juvenil, su formación en las inferiores del Fortaleza Futbol Club. 
En 2020 debutó profesionalmente para el futbol de la República Dominicana en el club Moca F.C aunque lastimosamente por situaciones de la pandemia del COVID-19 no le fue conveniente y tuvo que vivir durante un tiempo en el país.

### Unión Magdalena
Tras el regular momento en el Moca F.C, en 2021 llega como nuevo jugador del equipo 'bananero' quien se desempeña como delantero. En marzo del ese mismo año debuta para el torneo de ascenso, después marcando su primer gol en la fecha 10 contra el Leones en la victoria de 2-0 a favor del Unión, en la décima segunda fecha del torneo camargo anota su segundo gol enfrentando al Cortulua, de ese entonces Camargo fue anotando goles en cada fecha del torneo siendo casi goleador en el certamen, y con el equipo samario consigue el ascenso y llegaria a la Máxima Categoría, en 2022 en el apertura, apesar de tener una pesima campaña en el primer semestre. fue marcando gol en Copa Colombia, en eso fue contra el Real Santander con un doblete con la victoria de 5-1 en el partido de vuelta, jugando para los octavos de final contra el América de Cali, en el partido de vuelta marcó su tercer gol con la victoria de 2-1 en Copa ante la mechita', avanzando a los cuartos.
En el segundo semestre que fue mejorando para el Unión Magdalena, en la fecha 16 del partido contra Patriotas en la derrota de 3-1, Camargo marco su primer gol en liga y tras meses sin marcar gol, y en la fecha 18 que fue un partido a muerte marco su segundo gol enfrentando al futuro campeón del año Deportivo Pereira con la victoria de 2-0, a lo que esto salvó al Unión del descenso y quedarse un año más en primera.
En 2023 en la primera fecha de la Liga, Isaac marco gol en la victoria ante el Atlético Huila con un marcador de 2-1, en ello en la fecha 3 isaac cobraría un penal a favor quien desperdiciadamente erró el tiro y terminó en empate a un gol en el partido, enfrentando al Envigado, en el clásico costeño, Camargo anotó su primer doblete en liga tras ir perdiendo en el segundo tiempo, terminó en empate de 2-2 al Junior, también anotó en la victoria ante Águilas Doradas de 3-1, marco gol con un penal en la fecha 15 frente al Millonarios en el empate 1-1, anotó en la fecha 17 ante Deportivo Pasto en la victoria de 2-1 otra vez con un tiro penal, y en la penúltima jornada con un empate de un gol, anotó, completando sus 7 goles en este torneo en el año, y con un total de 22 goles en el conjunto 'ciclon bananero', en el torneo clausura. En la fecha 8, Anotó un gol en la victoria de 2-0 frente al Alianza Petrolera. Y también anotó en la victoria de 1-0 con un gol de penal ante La Equidad, correspondiente a la fecha 9 de la liga.
En la fecha 18, Isaac Camargo entró al minuto 73' de la segunda mitad, sustituyendo a Ricardo Márquez, en el partido contra el Atlético Bucaramanga, con una derrota de 2-1, dónde su equipo sufrió su cuarto descenso faltando dos fechas por culminar.

### Deportivo Cali
El 21 de diciembre del 2023 se confirma como nuevo refuerzo del Deportivo Cali con vistas para lo que será las competencias del 2024 llegando como cedido desde el Unión Magdalena con opción de compra.

## Clubes
| Club            | País                 | Año           |
| --------------- | -------------------- | ------------- |
| Moca FC         | República Dominicana | 2020          |
| Unión Magdalena | Colombia             | 2021-2023     |
| Deportivo Cali  | Colombia             | 2024          |
| Alianza FC      | Colombia             | 2024          |
| Los Chankas CYC | Perú                 | 2025-presente |

## Estadísticas
| Club            | Div.    | Div.          | Temporadas | Partidos | Goles |
| --------------- | ------- | ------------- | ---------- | -------- | ----- |
| Unión Magdalena | 2.ª     | Copa Colombia | 2021       | 31       | 10    |
| Unión Magdalena | 1.ª     | Copa Colombia | 2022       | 24       | 2     |
| Unión Magdalena | 1.ª     | Copa Colombia | 2023       | 38       | 9     |
| Unión Magdalena | Totales | Totales       | Totales    | 93       | 24    |
| Deportivo Cali  | 1.ª     | Copa Colombia | 2024       | 6        | 1     |
| Deportivo Cali  | Totales | Totales       | Totales    | 99       | 25    |

###### Goles de Isaac Camargo en elUnión Magdalena.
| Partido                  | Goles Anotados | Resultado | Competición        | Fecha                   |
| ------------------------ | -------------- | --------- | ------------------ | ----------------------- |
| Vs. Leones               | 1-0            | 2-0       | Primera B 2021 I   | 9 de marzo de 2021      |
| Vs. Cortulua             | 1-0            | 1-0       | Primera B 2021 I   | 22 de marzo de 2021     |
| Vs Atlético              | 1-1            | 5-1       | Primera B 2021 I   | 7 de mayo de 2021       |
| Vs. Fortaleza            | 1-0            | 3-1       | Primera B 2021 II  | 26 de julio de 2021     |
| Vs. Real Santander       | 0-2            | 3-3       | Primera B 2021 II  | 31 de julio de 2021     |
| Vs. Boca Juniors de Cali | 0-2            | 0-2       | Primera B 2021 II  | 21 de agosto de 2021    |
| Vs. Atlético             | 1-0            | 3-3       | Primera B 2021 II  | 9 de octubre de 2021    |
| Vs. Bogotá F.C           | 2-0            | 4-1       | Primera B 2021 II  | 23 de noviembre de 2021 |
| Vs. Real Santander       | 0-3            | 1-5       | Copa Colombia 2022 | 6 de abril de 2022      |
| Vs. América de Cali      | 2-1            | 2-1       | Copa Colombia 2022 | 12 de mayo de 2022      |
| Vs. Patriotas Boyacá     | 2-1            | 3-1       | Finalización 2022  | 3 de octubre de 2022    |
| Vs. Deportivo Pereira    | 2-0            | 2-0       | Finalización 2022  | 16 de octubre de 2022   |
| Vs. Atlético Huila       | 1-1            | 2-1       | Apertura 2023      | 25 de enero de 2023     |
| Vs. Junior               | 2-2            | 2-2       | Apertura 2023      | 26 de marzo de 2023     |
| Vs. Águilas Doradas      | 3-1            | 3-1       | Apertura 2023      | 2 de abril de 2023      |
| Vs. Millonarios          | 1-0            | 1-1       | Apertura 2023      | 24 de abril de 2023     |
| Vs. Deportivo Pasto      | 2-0            | 2-1       | Apertura 2023      | 29 de abril de 2023     |
| Vs. Deportes Tolima      | 1-1            | 1-1       | Apertura 2023      | 13 de mayo de 2023      |
| Vs. Alianza Petrolera    | 2-0            | 2-0       | Finalización 2023  | 26 de agosto de 2023    |
| Vs. La Equidad           | 1-0            | 1-0       | Finalización 2023  | 4 de septiembre de 2023 |

*1/  * Doblete.